# نيل بانكروفت
نيل بانكروفت (بالإنجليزية: Neil Bancroft)‏ هو عسكري أمريكي، ولد في 1846 في أوسويغو في الولايات المتحدة، وتوفي في 14 مايو 1901 في هايلاند فالس في الولايات المتحدة.